# Clazosentan

Formula di struttura del clazosentan. La relativa formula chimica è C_{25}H_{23}N_{9}O_{6}S_{1}. la massa molare è pari a 577,58 g·mol^{−1}

clazosentan è la denominazione comune internazionale di un farmaco appartenente alla classe degli antagonisti del recettore per le endoteline. Nel gennaio 2022 è stato approvato in Giappone con il nome commerciale Pivlaz per la prevenzione di specifiche emorragie cerebrali (emorragia subaracnoidea aneurismatica, aSAH).
Lo sviluppo del clazosentan è iniziato presso l'azienda farmaceutica svizzera Actelion ed è poi passato al suo spin-off Indorsia.

## Meccanismo d'azione
Il recettore dell'endotelina 1 è uno dei più potenti vasocostrittori conosciuti. Il clazosentan agisce su questo recettore come un antagonista.
Dopo un'emorragia subaracnoidea, l'irritazione dei vasi sanguigni può portare a un vasospasmo e quindi a un'ischemia, un insufficiente apporto di sangue al tessuto cerebrale. A ciò può seguire un ictus ischemico. Il clazosentan contrasta questa vasocostrizione.
Il tempo di dimezzamento plasmatico è di 6-10 minuti. Il sale disodico, chiamato clazosentan disodico (C25H21N9Na2O6S, avente massa molare di 621,54 g·mole−1.), trova impiego in medicina.

## Clinica
A partire dal 2007, il clazosentan è stato testato nella fase III degli studi clinici CONSCIOUS-2 (Clazosentan to Overcome Neurological Ischemia and Infarct Occurring after Subarachnoid hemorrage) per il trattamento di spasmi vascolari dopo emorragie subaracnoidee (restringimento dei vasi sanguigni dopo forti emorragie cerebrali). Non è stato possibile riscontrare effetti significativi sulla morbilità e sulla mortalità totale dovute al vasospasmo, ma si sono verificati effetti indesiderati più frequenti come complicazioni polmonari, anemie e ipotensione. Anche un altro studio (CONSCIOUS-3) non ha prodotto i risultati desiderati.
In uno studio randomizzato condotto su pazienti con emorragia subaracnoidea da aneurisma in trattamento con coiling endovascolare, la somministrazione di clazosentan a 15 mg/h ha ridotto significativamente la morbilità correlata al vasospasmo e la mortalità per tutte le cause. Il clazosentan, tuttavia, non ha migliorato l'esito neurologico misurato con la Glascow Outcome Scale estesa.
L'approvazione in Giappone si basa sui dati di due studi di fase 3 in doppio cieco, randomizzati e controllati con placebo, che hanno valutato l'efficacia e la sicurezza del clazosentan nel ridurre gli spasmi vascolari e gli eventi di morbilità e mortalità correlati agli spasmi vascolari in pazienti adulti giapponesi dopo un'emorragia subaracnoidea aneurismatica (SAA). I pazienti sono stati randomizzati in rapporto 1:1 e hanno ricevuto infusioni di clazosentan o di placebo fino a un massimo di 15 giorni dopo l'insorgenza dell'emorragia subaracnoidea aneurismatica. 
I due studi hanno seguito lo stesso disegno, con un gruppo di 221 pazienti il cui aneurisma è stato riparato mediante clipping chirurgico e un altro gruppo di 221 pazienti il cui aneurisma è stato riparato mediante coiling endovascolare. Entrambi gli studi hanno dimostrato che il clazosentan riduceva in modo statisticamente significativo l'incidenza della morbilità e della mortalità totale correlate al vasospasmo cerebrale entro 6 settimane dall'aSAH. L'effetto del clazosentan sulla morbilità e mortalità totale era significativo anche in un'analisi pre-pianificata degli studi aggregati, mentre negli studi individuali si osservava una tendenza numerica. Gli eventi avversi più comuni sono stati vomito e segni di emodiluizione o ritenzione di liquidi (iponatremia, ipoalbuminemia, anemia, versamento pleurico, edema cerebrale e polmonare).